# 호반써밋송도
호반써밋송도(영어: HOBAN SUMMIT Songdo)는 대한민국 인천광역시 연수구 송도동에 입주하고 아파트 단지들이다.....